# Lithacodia triocellata
Lithacodia triocellata är en fjärilsart som beskrevs av Emilio Berio 1964. Lithacodia triocellata ingår i släktet Lithacodia och familjen nattflyn. Inga underarter finns listade i Catalogue of Life.